# قلندر (فیلم)
قلندر فیلمی به کارگردانی و نویسندگی علی حاتمی و بازیگری ناصر ملک مطیعی محصول سال ۱۳۵۱ است.

## داستان فیلم
این شایعه که قلندر (ملک مطیعی) خاطرخواه خواهرش عشرت (فروزان) است او را بر آن می‌دارد که عشرت را به عقد پهلوان صادق (شیراندامی) درآورد، با این شرط که ازدواج آن دو جنبه صوری داشته باشد. صادق همراه مادرش (ژاله) عازم پایتخت می‌شود تا در مسابقه پهلوانی کشور شرکت کند. عشرت از خانه می‌گریزد و به او ملحق می‌شود. قلندر به پایتخت می‌رود و نزد صادق اعتراف می‌کند که عشرت خواهر او نیست، بلکه دختر دایه خانم (ودادیان) است که پس از آن که شوهرش او را ترک کرده پدر قلندر سرپرستی دایه خانم را به عهده گرفته و نام خود را به عنوان پدر بر دختر او گذاشته‌است، و به تدریج مهر عشرت بر دل قلندر نشسته‌است. قلندر در یک درگیری صادق را که خائن به قول خود می‌داند می‌کُشد و عشرت به قصد انتقام جویی همراه اصغر (فروهر) به خانه اشرف (فرنگیس فروهر) می‌رود که گروهی مطرب را سرپرستی می‌کند. داوود (مفید) شاگرد حجره قلندر که به عشرت علاقه دارد، قلندر را از موضوع با خبر می‌کند و قلندر برای بردن عشرت به خانه اشرف می‌رود؛ اما عشرت مقاومت می‌کند و اهل محل و بازار گرد آن‌ها ازدحام می‌کنند. قلندر خجلت زده به خانه می‌رود و رگ دست خود را می‌زند و جان می‌بازد. او در وصیت نامه‌اش از عشرت می‌خواهد توبه کند و به عقد داوود در آید. سر انجام عشرت ماجرای علاقه قلندر را به خودش از زبان دایه خانم می‌شنود و بالای جسد او شیون می‌کند. اشرف و همکاران سابق عشرت او را به کاروانسرا می‌رسانند تا همراه داوود به سفر و زیارت برود.

## بازیگران
- ناصر ملک‌مطیعی
- فروزان
- یدالله شیراندامی
- بهمن‌مفید
- فرنگیس فروهر
- مهری ودادیان
- مرتضی احمدی
- ژاله علو
- محسن آراسته
- محمدتقی کهنمویی